# Chwoszczin
Chwoszczin (ros. Хвощин) – chutor w zachodniej Rosji, w sielsowiecie lebiażenskim rejonu kurskiego w obwodzie kurskim.

## Geografia
Miejscowość położona jest w dorzeczu Młodacia (lewy dopływ Sejmu), 2,5 km od centrum administracyjnego sielsowietu (Czeriomuszki), 13 km na południowy wschód od Kurska, 6 km od trasy europejskiej E38 (Ukraina – Rosja – Kazachstan).
W chutorze znajduje się 51 posesji.
Klimat
Miejscowość, jak i cały rejon, znajduje się w strefie klimatu kontynentalnego z łagodnym ciepłym latem i równomiernie rozłożonymi opadami rocznymi (Dfb w klasyfikacji klimatów Köppena).

## Demografia
W 2010 r. chutor zamieszkiwały 123 osoby.